# Gears of War: Judgment
Pegi:18
Gears of War: Judgment est un jeu de tir à la troisième personne développé par Epic Games et People Can Fly et édité par Microsoft Studios, sorti le 19 mars 2013 sur Xbox 360. C'est un spin off et quatrième jeu de la franchise Gears of War.

## Synopsis
Ayant désobéi aux ordres du Colonel Ezra Loomis, le Lieutenant Damon Baird, accompagné de son escouade : Augustus Cole, Garron Paduk et Sofia Hendrick, se retrouve devant le Colonel pour leur procès. Ils racontent chacun une partie de l'histoire que l'on peut voir en flashbacks.

## Développement
Le jeu a disposé d'un budget de développement de 60 millions de dollars selon Tim Sweeney, PDG d'Epic Games.

## Accueil
Le jeu obtient une moyenne de 79 % sur Metacritic, ce qui considéré par le site comme plutôt favorable. Ce score est en baisse par rapport aux trois premiers épisodes sortis sur la même console (qui obtiennent respectivement 94 %, 93 % et 91 %).
Jeuxvideo.com lui donne la note de 14/20. Pour Hiro, le journaliste chargé du test, la réalisation est somptueuse et les modes multijoueurs sont accrocheurs mais il juge que le mode solo est doté d'un scénario inintéressant et d'un level design médiocre. Le site Gamekult lui attribue un 7/10. Nicolas Verlet, dans son test, critique le jeu notamment pour son manque d'originalité et son scénario inintéressant mais souligne sa solidité technique et les missions déclassifiées.

## Ventes
Selon le site VG Chartz qui propose des estimations de ventes de jeux vidéo, Gears of War: Judgment s'est vendu à environ 1,57 million d'exemplaires. Selon ce même site, ce score est en forte baisse par rapport aux trois premiers épisodes sortis sur Xbox 360 qui totalisent respectivement 6,09, 6,75 et 6,21 millions d'exemplaires vendus.
En 2017, Tim Sweeney évoque 100 millions de dollars de recettes, décevantes au regard du budget du jeu et de la rentabilité des opus précédents.